# Архелай (епископ Месопотамский)
Архела́й (др.-греч. Άρχέλαος; лат. Archelaus; конец III века) — епископ, христианский сирийский писатель, существование которого под вопросом. В католичестве Архелай причислен к лику святых и почитается как святитель, его память 26 декабря.
Иероним Стридонский в своей книге «О знаменитых мужах» посвятил Архелаю 72-ю главу.
Место и год рождения неизвестны. Архелай был епископом города Касхара в северной Месопотамии, во времена правления императора Проба. Писал свои сочинения на сирийском языке. Архелай известен прежде всего как противник и обличитель Мани и манихейства как ереси.
Епифаний Кипрский в своей книге «Панарион» описывает начало полемики Архелая и Мани. В Касхаре жил Маркелл — христианин и удивительный по делам правды человек, помогавший вдовым и бедным, сиротам и нуждающимся. Мани решил сделать Маркелла последователем своего учения и написал ему письмо. Когда Маркеллу пришло письмо от Мани, в его доме был Архелай, епископ прочитал письмо и «заскрежетал зубами, как лев рыкающий, и, восприняв ревность Божию, думал поскорее отправиться к нему и схватить его как пришельца из варварских стран… епископ Архелай, кроме слова имея и ревность по вере, решился, если бы возможно было, как только узнает о его прибытии, тотчас поймать этого человека, как тигра или волка, или какого другого зверя, предать его смерти, чтобы от нападения такого зверя не повредилось стадо». Маркелл уговаривал Архелая лучше поговорить с Мани великодушно и незлобиво. В Касхаре состоялись дебаты между Архелаем и Мани. Архелай одержал победу в диспуте, которую ему присудили судьи, толпа хотела побить камнями Мани. Мани бежал, его поймали по приказу персидского царя и при помощи заострённой тростниковой палочки содрали с Мани кожу, после чего Мани умер. Кожу Мани набили соломой и выставили на всеобщее обозрение.
Все эти события изложены в «Панарионе», которая является кратким пересказом книги «Деяния Архелая». «Деяния Архелая» написал неизвестный сирийский автор, но в Греческой патрологии авторство приписано самому епископу Архелаю. «Деяния Архелая» в полном виде сохранилось на латинском языке; на греческом, коптском, сирийском языках сохранились лишь фрагменты. По мнению историков, книга «Деяния Архелая» более позднего происхождения, чем смерть Мани (ок. 280 года), первое упоминание о ней, как и о самом Архелае, — это 348 год у Кирилла Иерусалимского. Иероним Стридонский и Епифаний Кипрский считали автором книги самого епископа Архелая.